# 아쿠아모그
아쿠아모그(aquamog)는 물 위에 자라는 잡초를 제거하는 기계이다. 2018년에는 샌프란시스코 골든게이트 공원의 노스레이크에서 물앵초를 제거하기 위해 아쿠아모그가 사용되었다. 신문 사진은 매우 넓은 크롤러의 굴착기와 유사한 기계를 보여준다.
캘리포니아 콩코드 계약업체인 아쿠아틱 인바이런먼츠(Aquatic Environments)는 26일이 걸릴 것으로 예상되는 프로젝트에서 아쿠아모그를 사용하여 팰리스 오브 파인 아츠(Palace of Fine Arts) 석호에서 진흙을 퍼냈다.
'아쿠아모그'라는 이름은 메르세데스-벤츠가 생산한 다목적 차량 유니목(Unimog)에서 따왔다.